# Metaltella
Metaltella es un género de arañas araneomorfas pertenecientes a la familia Amphinectidae. Se encuentra en Sudamérica.

## Especies
Según The World Spider Catalog 12.0:
- Metaltella arcoiris (Mello-Leitão, 1943)
- Metaltella iheringi (Keyserling, 1891)
- Metaltella imitans (Mello-Leitão, 1940)
- Metaltella rorulenta (Nicolet, 1849)
- Metaltella simoni (Keyserling, 1878)
- Metaltella tigrina (Mello-Leitão, 1943)